# Martin Weibull (historiker)
Martin Johan Julius Weibull, född den 24 december 1835 i Landskrona, död den 17 april 1902 i Lund, var en svensk historiker och universitetslärare. 

## Biografi

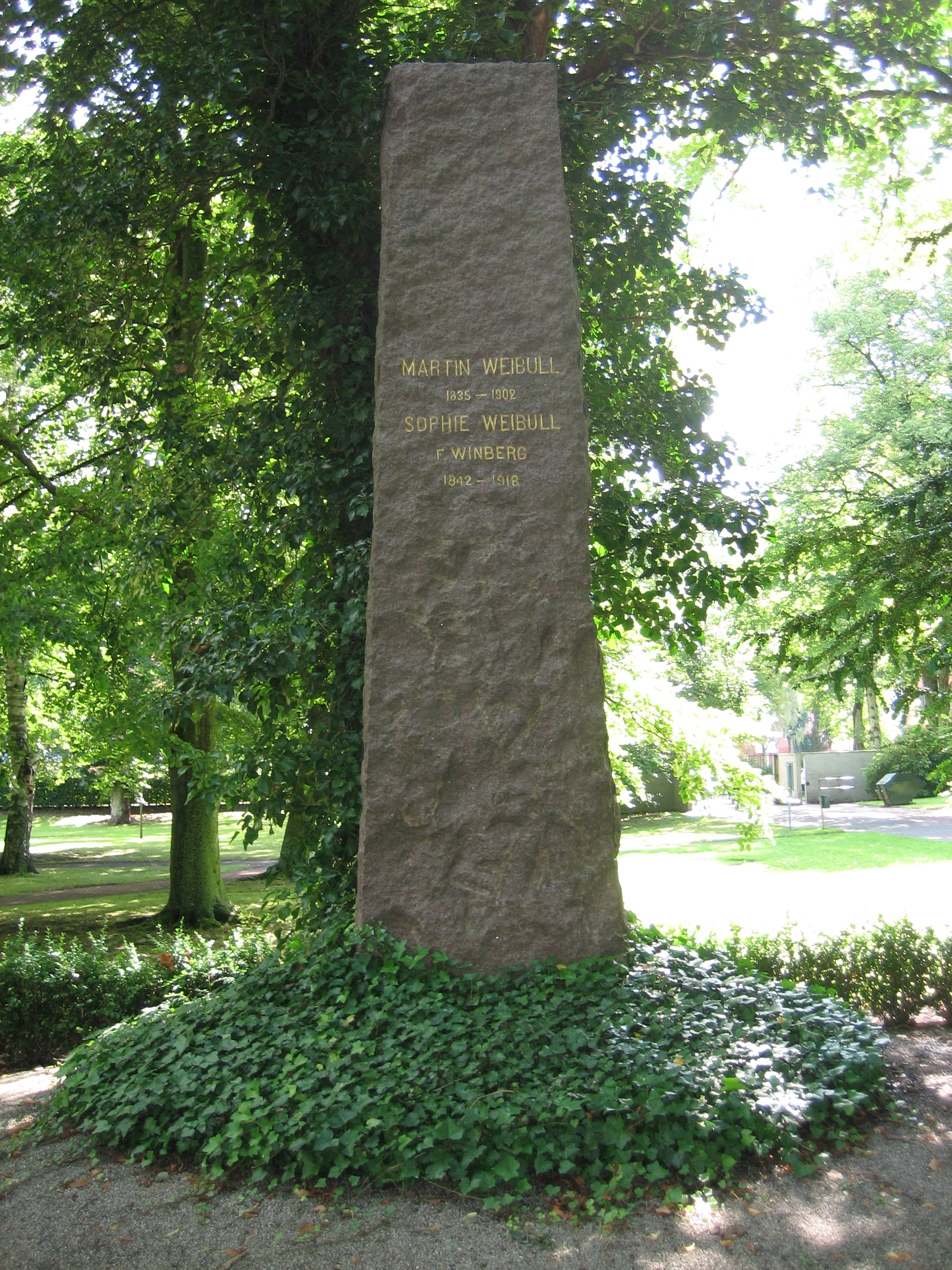
Martin Weibulls grav på Norra kyrkogården i Lund

Weibull inskrevs 1853 som student vid Lunds universitet, där han blev filosofie kandidat 1861 och 1862 såsom ultimus promoverades till filosofie magister efter att ha försvarat sin avhandling Om Skåne vid medlet af 17:de århundradet. Samma år blev han docent i historia och 1866 adjunkt samt, vid ombildningen av universitetens adjunkturer, 1877 extra ordinarie professor i historia och statskunskap. Efter att vid flera tillfällen ha förestått den ordinarie professuren i historia och i samband med att ämnet statskunskap infört geografins studium vid universitetet utnämndes han 1888 till professor i historia. 
Weibull bedrev forskningar i arkiven i Stockholm, Köpenhamn, Dresden, Berlin, Montpellier och Paris. 1887 tilldelades han av Svenska akademien Karl Johans pris för litterära förtjänster, och 1889 valdes han till ledamot av Kungliga Vitterhets Historie och Antikvitets Akademien. 
Bland Weibulls skrifter kan nämnas Sveriges förbund med Frankrike 1672 (1865; disputation för adjunktur), Lunds universitets historia (2 delar 1868–76; 2:a delen i samarbete med Elof Tegnér), Gustaf II Adolf (1882; utgör även del 4 av Sveriges historia från äldsta tid till våra dagar), Lunds och Lundagårds minnen (1884) samt åtskilliga uppsatser i olika facktidskrifter. Efter Weibulls död utkom 1902 en samling av hans tal och uppsatser under titeln Från Lund och Lundagård. Dessutom redigerade och utgav han tidskrifter och källpublikationer som bland annat Samlingar till Skånes historia (6 häften, 1869–73), Samlingar, utgifna af de skånska landskapens historiska och arkeologiska förening (9 häften, 1874–81; Weibull var sedan 1866 föreningens sekreterare), Skånska samlingar (1891–97) och Carl von Linnés skånska resa (1874).
Om Weibull som historiker och stilist skriver Arthur Stille följande i Nordisk familjebok : 
Utmärkande drag för W. som historiker voro en spirituell, ej sällan genialisk blick för personligheternas karaktär och för händelsernas djupare sammanhang samt en, visserligen i viss mån efter franska föredömen danad stil, som ofta höjde sig till det glänsande; i afhandlingen om Chanuts memoarer visade han sig i utpräglad grad behärska modernt kritiska metoder.
Weibull var från ungdomen en varm anhängare av skandinavismen och höll med trofast entusiasm fast vid denna idé hela sitt liv. Stundom lät han kanske denna övertygelse gå ut över det sitt vetenskapsidkande så att historiska förhållanden och problem kom att framstå i annan dager än vad de annars borde ha gjort. Kopplat till Weibulls starka skandinavism var också hans starka intresse för skånsk historia; han såg i Skåne ett förbindelseled mellan Sverige och Danmark. Martin Weibull var en av initiativtagarna till Karl X Gustavs ryttarstaty på Stortorget i Malmö samt anses även, jämte sin bror Mathias Weibull, som skapare av den röd-gula skånska flaggan.
Weibull var en framstående vältalare, och särskilt kan framhållas hans tal vid Lunds universitets minnesfest över Gustaf II Adolf (1882) och talet till de avlidnas minne vid Nordisk fest (1889). Han visade också intresse och sympati för den akademiska ungdomen och var 1888–1900 ordförande för Akademiska Föreningen, 1889–1902 inspektor för Blekingska_nationen samt 1890–1902 inspektor för Helsingkrona nation.
Martin Weibull var far till Lauritz Weibull och Curt Weibull, bägge liksom fadern professorer i historia, samt till arkivarien Carl Gustaf Weibull. Han var farfar till statistikern Martin Weibull och historikern Jörgen Weibull. Weibull ligger begravd på Norra kyrkogården i Lund.

## Priser och utmärkelser
- 1887 – Kungliga priset
- 1889 – Ledamot av Vitterhetsakademien